# Jean d'Auriole
Jean d'Auriole  (mort après juillet 1516), est un ecclésiastique qui fut  évêque de Montauban de 1491 à 1516.

## Biographie
Jean Doriole ou d'Auriole est le fils de Pierre Doriole, chancelier de France sous le règne du roi Louis XI. Destiné à l'Église, il est archidiacre de Narbonne, garde des sceaux de Languedoc et conseiller au Parlement de Toulouse. Il devient évêque de Montauban en 1491 lorsque Georges d'Amboise résilie sa fonction et il est consacré l'année suivante. Il gagne ensuite un procès contre le chapitre de chanoines de Saint-Étienne de Tescou-lès-Montauban, qui cherchait à s'affranchir de sa juridiction épiscopal en s'appuyant sur d'anciens privilèges. Il fait éditer pour son diocèse un règlement sur le service divin, la réforme des mœurs et la restauration la discipline ecclésiastique qu'il fait confirmer par le Parlement de Toulouse. Il établit son testament le 3 février 1516 et on ignore la date précise de son décès, mais son tombeau se trouvait dans l'abbaye de Montauriol. Il avait résigné sa fonction en faveur de son neveu Antoine d'Auriole, chanoine de Cahors bien qu'ayant reçu l'accord du pape Léon X du 15 juillet 1516, mais ce dernier n'exercera jamais aucune fonction épiscopale car dès le 31 mai 1516 Jean des Près-Montpezat avait été désigné comme nouvel évêque de Montauban.

## Héraldique
Ses armes sont : d'azur à la fasce ondée d'argent, à trois vols liés de même.

## Source
- Abbé Camille Daux, Histoire de l'Église du diocèse de Montauban,  Paris, 1881-1882.